# 1621 az irodalomban
Az 1621. év az irodalomban.

## Publikációk
- Robert Burton angol író műve: A melankólia anatómiája (The Anatomy of Melancholy…)

## Születések
- március 16. – Georg Neumark német költő († 1681)
- március 31. – Andrew Marvell angol metafizikus költő († 1678)
- július 8. – Jean de La Fontaine francia író, költő, elsősorban állatmeséiről nevezetes († 1695)
- december 3. – Bohuslav Balbín cseh történetíró, jezsuita szerzetes († 1688)
- ? (vagy 1625?) – Wacław Potocki, a legtermékenyebb lengyel költő († 1696)

## Halálozások
- május 11. – Johann Arndt német író, költő, evangélikus prédikátor (* 1555)
- augusztus 15. – John Barclay skót író és új-latin költő (* 1582)
- október 7. – Antoine de Montchrestien francia költő, drámaíró és közgazdász (* 1575)
- október 31. – Bocatius János kassai főbíró és iskolaigazgató, költő (* 1569)